# Bayerisches Wirtschaftsarchiv
Das Bayerische Wirtschaftsarchiv (BWA) in München ist ein regionales Wirtschaftsarchiv, das von den bayerischen Industrie- und Handelskammern gemeinsam getragen wird. Organisatorisch ist das BWA an die Industrie- und Handelskammer für München und Oberbayern als eigene Abteilung angebunden und wird durch diese vertreten. Das BWA wird seit dem 1. Juli 2023 vom Historiker Richard Winkler geleitet.

## Geschichte
Das BWA hat seinen Ursprung im IHK-Wirtschaftsarchiv, das 1986 von der IHK München und Oberbayern gegründet wurde. Das Archiv war damals ausschließlich für den Kammerbezirk München zuständig. Aus diesem IHK-Wirtschaftsarchiv ging 1994 das Bayerische Wirtschaftsarchiv als Gemeinschaftseinrichtung aller bayerischen Industrie- und Handelskammern hervor.
Gleichzeitig mit der Gründung des Archivs wurde 1986 der Förderkreis IHK-Wirtschaftsarchiv für München und Oberbayern e. V. gegründet. Nach der Gründung des BWA 1994 wurde er zum Förderkreis Bayerisches Wirtschaftsarchiv e. V. umbenannt. Vereinszweck ist die Förderung von Sammlung, Erschließung und Auswertung schriftlicher und bildlicher Quellen zur wirtschaftlichen Entwicklung Bayerns. Der Förderkreis verwirklicht diese Zielsetzung maßgeblich durch die ideelle und materielle Förderung des BWA.
Das BWA hat 2002 zudem den Arbeitskreis Wirtschaftsarchive Bayern initiiert, der im Wesentlichen dem gemeinsamen Austausch zwischen den bayerischen Wirtschaftsarchiven dient. Darüber hinaus steht das Wirtschaftsarchiv durch seinen Wissenschaftlichen Beirat in engem Austausch mit Vertretern überregionaler Einrichtungen, der bayerischen Universitäten und der kommunalen Archivverwaltung.

## Aufgabe
Nach Artikel 14 des Bayerischen Archivgesetzes können die bayerischen IHKs dem BWA ihre archivwürdigen Unterlagen zur dauerhaften Aufbewahrung überlassen. Des Weiteren übernimmt das BWA Bestände von bayerischen Unternehmen, die von diesen nicht eigenständig gepflegt werden können oder von der Vernichtung bedroht sind. Auch andere Unterlagen aus der Wirtschaft (z. B. von Verbänden, Nachlässe usw.) werden vom BWA gesammelt.

## Bestände
Das BWA verfügt über mehr als 300 verschiedene Bestände mit einem Umfang von insgesamt 6000 laufenden Regalmetern. Neben den Unterlagen der verschiedenen Kammern sind unter anderem die Firmenarchive verschiedener bayerischer Unternehmen untergebracht. Dazu gehören unter anderem die Bestände folgender Unternehmen:
- Bayerische Staatsbank[5]
- Bayerische Versicherungskammer[6]
- Bayernwerk[7]
- Ludwig Beck AG[8]
- Dyckerhoff & Widmann[9]
- Isar-Amperwerke[10]
- Krauss-Maffei[11]
- LV 1871[12]
- Löwenbräu[13]
- R. Oldenbourg Verlag[14]
- Rodenstock GmbH[15]
- König Ludwig Schlossbrauerei Kaltenberg[16]
- Sechsämtertropfen[17]
- WWK Lebensversicherung[18]

Diese Aktenbestände werden u. a. durch eine Sammlung von insgesamt 5.500 Firmenfestschriften und ca. 10.000 historische Werbemarken aus Bayern ergänzt. Eine Übersicht der Bestände findet sich auf der Homepage des BWA. Zu den Besonderheiten gehört beispielsweise ein Anteilschein für die damalige Carl-Theodor-Zeche in Penzberg von 1797, bei dem es sich um das bisher älteste bekannte bayerische Wertpapier handelt.

## Benutzung
Das BWA ist ein öffentliches Archiv, das unter Beachtung der allgemeinen Schutz- und Sperrfristen des Bayerischen Archivgesetzes sowie spezieller Vereinbarungen mit den Eigentümern allen zugänglich ist, die ein berechtigtes Interesse nachweisen können. Die Benutzung im BWA ist kostenfrei. Für gewerbliche Nutzer und zusätzliche Dienstleistungen wird ein Entgelt erhoben.

## Sonstiges
Das Bayerische Wirtschaftsarchiv befindet sich in der Orleansstraße 10–12, im Stadtteil Haidhausen, nahe dem Bahnhof München Ost (Ostbahnhof).
Im BWA erscheint mit den Veröffentlichungen des Bayerischen Wirtschaftsarchivs eine eigene Schriftreihe.